# Pratique informationnelle
 (novembre 2022).
Les pratiques informationnelles sont les habitudes prises par un individu lors de ses différentes recherches d’informations, comme les sites web qu’il privilégie ou les types d'ouvrages qu'il consulte. Ces pratiques incluent toutes sortes de supports, numériques ou non, indépendamment de la motivation ou de la volonté de la recherche.
Elles sont étudiées par les sciences de l’information et de la communication (SIC).

## Chez les jeunes
La photographie réflexive est une démarche de recherche consistant à demander à une personne de réaliser une photographie de son propre choix, dans le cadre d’une consigne donnée et de justifier son choix afin de comprendre son cheminement de pensée.
Ce concept trouve ses origines dans une étude de 2003[réf. nécessaire], menée par un groupe de chercheurs nord-américains, demandant à une dizaine d’étudiants de « prendre des photos qui illustreront leur impression sur l’université du Sud de l'Indiana, aux États-Unis, ou qui les aiderait à décrire ces impressions. » Cette étude s’inspire elle-même du principe de photo-élicitation, désignant une méthode d’entretien dans laquelle une photographie choisie par le chercheur est donnée au participant dans le but d’obtenir une information différente de celle que l’on pourrait obtenir d’un entretien oral.
Ainsi, la photographie réflexive vise à étudier à la fois le choix de photographie du sujet, mais aussi ses justifications verbales auxquelles cette dernière servira de support, dans le but de tenter d’appréhender la représentation très personnelle que le participant se fait du sujet donné en faisant fi des filtres extérieurs telles que les injonctions de toutes sortes. L’entretien verbal permet de finaliser cette image, en prenant en compte non seulement ce qui a été dit par le participant mais aussi ce qui ne l’a pas été. Cela permet aussi au participant de prendre du recul sur ses propres habitudes et son environnement avec un œil nouveau.
Plusieurs expériences de photographie réflexive ont été mises en œuvre afin de déceler les pratiques informationnelles communes chez les jeunes et notamment de différencier celles des élèves de collège et lycées de celles des étudiants.

### Dans le secondaire
Les élèves en études secondaires commencent à se familiariser avec Internet, ce qui se ressent grandement dans leurs pratiques informationnelles. Le virtuel est ainsi perçu comme un « troisième lieu » venant se rajouter au domicile familial et à l’établissement scolaire et non plus comme un simple outil de recherche. Les jeunes élèves se dirigeront logiquement vers des ressources accessibles, c’est-à-dire, plus adaptées à leur âge. Parmi les recherches les plus fréquemment faites sur Internet, les recherches directement en lien avec un travail scolaire sont de très loin les plus nombreuses, suivies par les recherches sur la santé et sur les nouvelles, ce qui démontre l’importance d'Internnet dans la scolarisation.
Il existe souvent plusieurs similitudes dans les méthodes de recherche des élèves telles que :
- Le principe du moindre effort : les informations les plus faciles d’accès et celles qui demandent le moins d’effort physique ou cognitif seront souvent valorisées ;
- Le principe de « suffisance » : l’élève ne ressent aucun besoin de pousser ses recherches plus loin que ce qui lui est demandé, les informations le satisferont parce qu’elles sont suffisantes ;
- Les contraintes temporelles imposées par une date de rendu peuvent provoquer le choix de ressources peu pertinentes.

### Dans les études supérieures
À partir des études supérieures, l’on peut commencer à distinguer plusieurs changements. C’est maintenant l’imprimé qui est le format favori. Dans les photos prises par les étudiants, ce sont les lieux introduisant l’information qui ont été le plus représentés, comme les bibliothèques. Les clichés sont beaucoup plus éclectiques, mettant en exergue que chaque étudiant a dorénavant compris quelles méthodes de recherche et de travail lui conviennent le mieux. Ce sont donc des moments de vie différents qui sont mis en avant, des moments de vie routiniers, liant la vie privée et l’emploi du temps parfois chargé des étudiants concernés. La photographie réflexive permet ainsi de mettre en avant ces routines, afin d’apercevoir la vie de ces jeunes, et ainsi observer la répétition de leur pratiques informationnelles.
Les accessibilités physiques, mais également cognitives sont également une part importante dans la recherche d’information : certaines ressources, comme les articles universitaires, sont compréhensible uniquement à partir du master, ce qui a tendance à limiter l’accès à certaines informations ou domaines d’information.